# (5789) Sellin
(5789) Sellin (4018 P-L) – planetoida z pasa głównego asteroid okrążająca Słońce w ciągu 4,12 lat w średniej odległości 2,57 j.a. Odkryta 24 września 1960 roku.